# Bolitophagus reticulatus
|                                           |
| Käfer von oben, unten, der Seite und vorn |

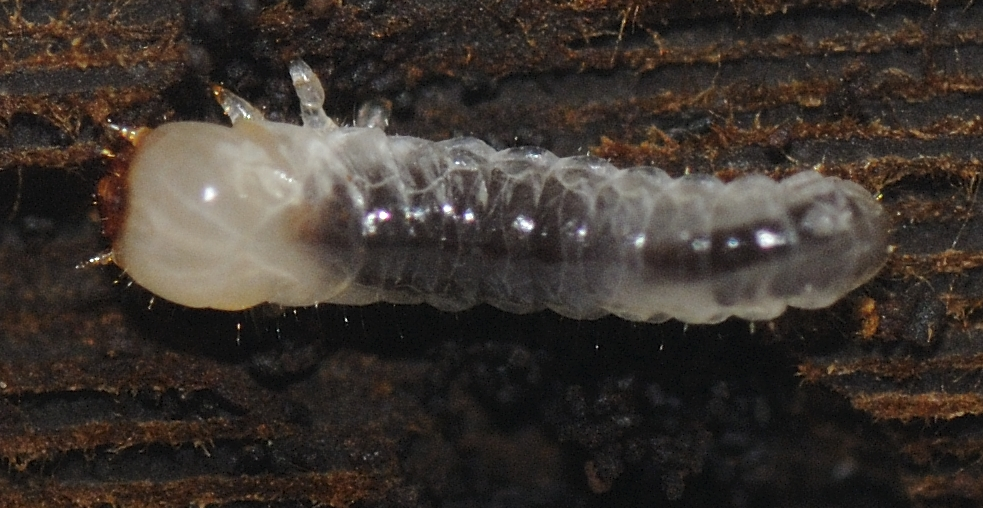
Larve

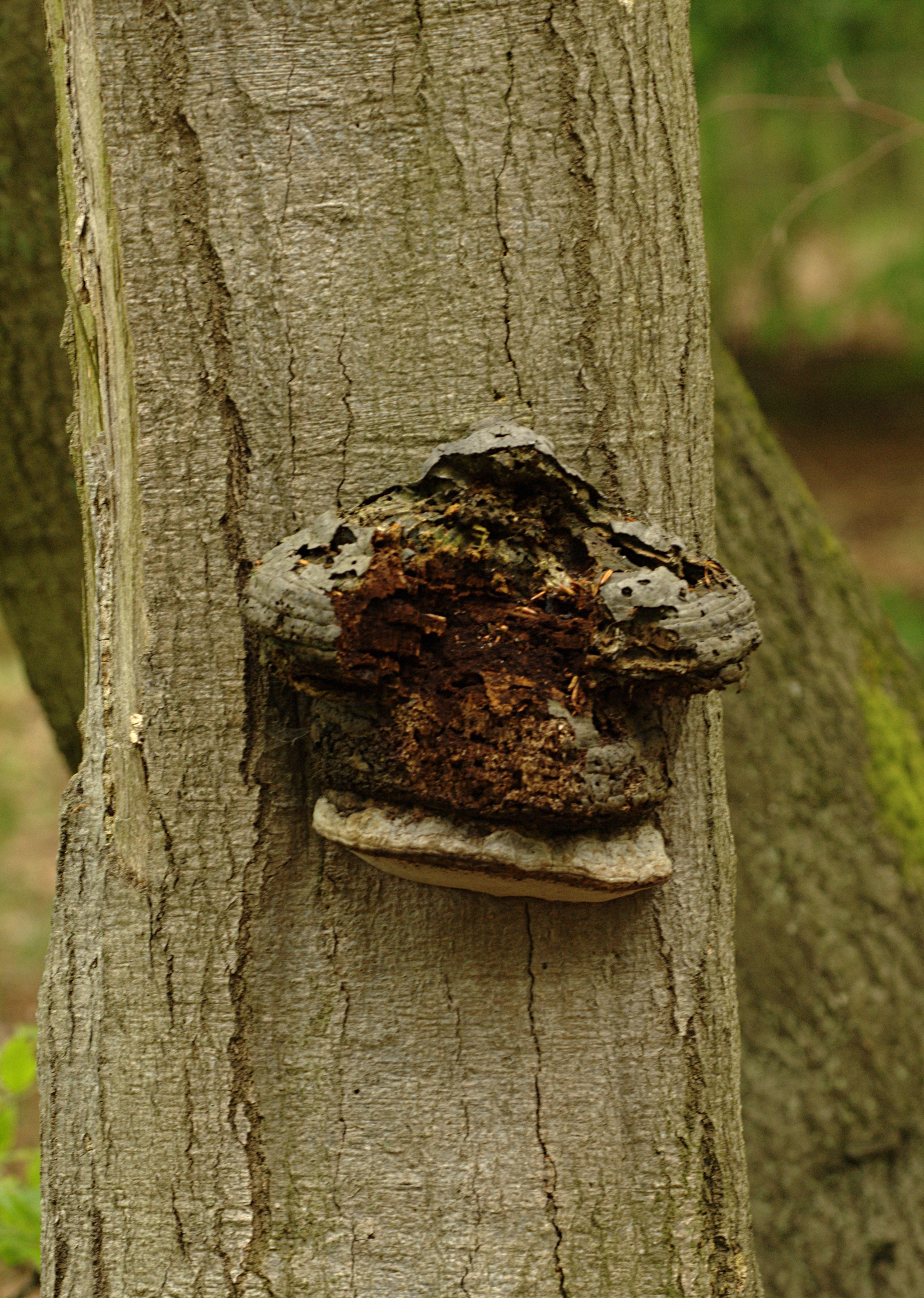
Von Bolitophagus reticulatus bewohnter Zunderschwamm

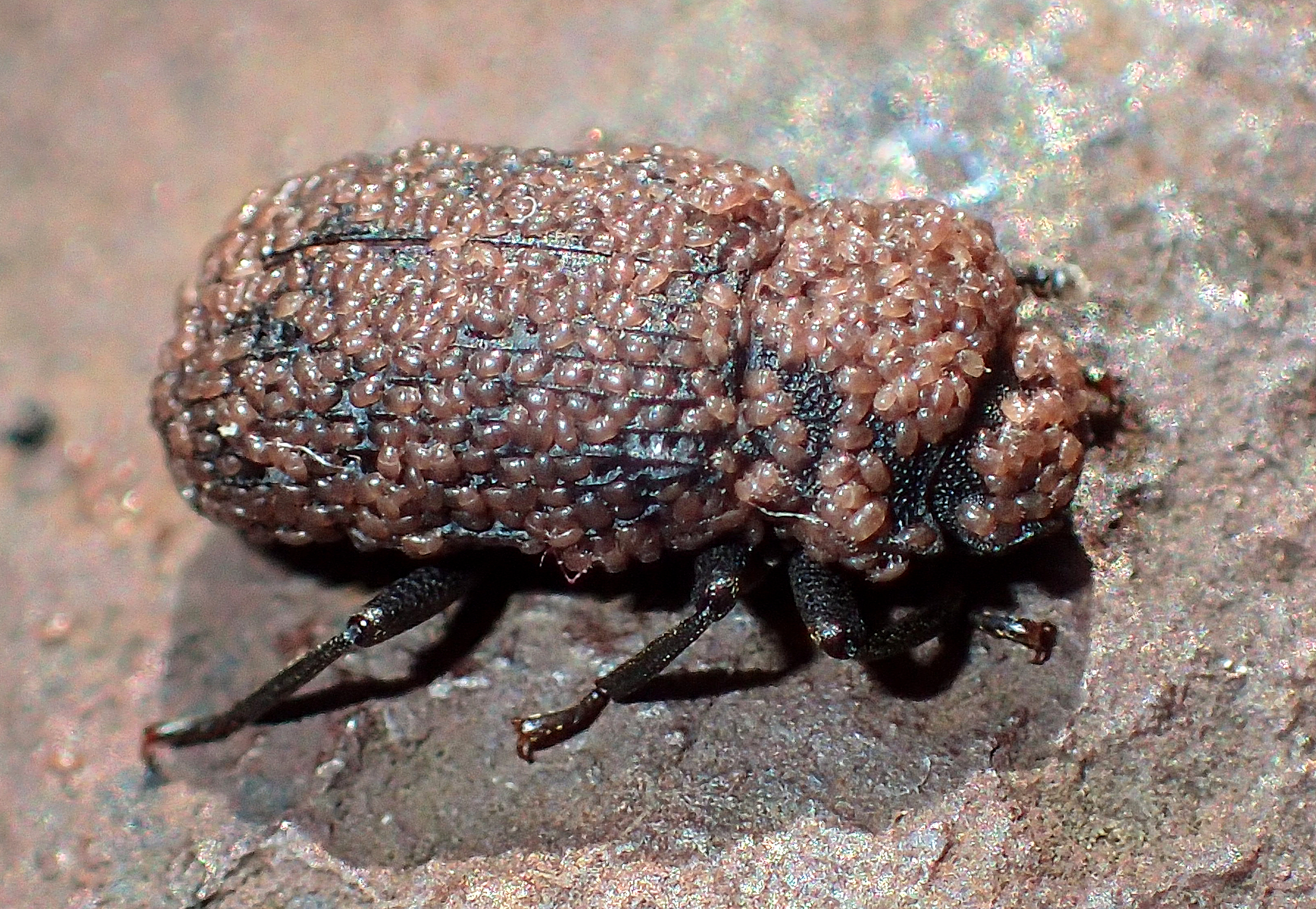
Bolitophagus reticulatus als Transportmittel für Milben

Der Kerbhalsige Zunderschwamm-Schwarzkäfer (Wissenschaftlich: Bolitophagus reticulatus) ist ein Käfer aus der Familie der Schwarzkäfer (Tenebrionidae) innerhalb der Unterfamilie der Tenebrioninae.

## Merkmale
Der Käfer wird sechs bis sieben Millimeter lang. Sein gedrungener Körper ist schwarz gefärbt. Der Kopf ist nur geringfügig schmaler als der Halsschild und mit Unebenheiten besetzt. Die Augen sind fast oder völlig horizontal zweigeteilt. Die elfgliedrigen Fühler entspringen unter einer randförmigen Erweiterung der Wangen.
Der Halsschild hat einen breiten und flachen, grob gezähnten Seitenrand. Die Hinterecken sind spitz und zahnartig ausgezogen. Die Deckflügel (Elytren) tragen schmale mehrfach unterbrochene Kiele, zwischen denen viele längliche Grübchen liegen. Die Schultern sind scharf gewinkelt.
Die Art kann mit Bolitophagus interruptus verwechselt werden, B. reticulatus ist jedoch größer und hat einen langgestreckteren Körperbau.

## Vorkommen und Lebensweise
Bolitophagus reticulatus ist zumindest in Europa verbreitet. Die Art besiedelt Lebensräume mit Baumbewuchs von dichten Wäldern bis zu Feldgehölzen. Man findet die Käfer an und in abgestorbenen Zunderschwämmen (Fomes fomentarius), insbesondere an Rotbuche, Pappeln und Birken, in denen sich auch die Larven entwickeln. Wie auch andere Arten der Schwarzkäfer können die Tiere bei Störung einen üblen Geruch absondern.

## Belege